# Берга (Саксонія-Ангальт)
Берга (нім. Berga) — громада в Німеччині, розташована в землі Саксонія-Ангальт. Входить до складу району Мансфельд-Зюдгарц. Складова частина об'єднання громад Гольдене-Ауе.
Площа — 25,67 км2. Населення становить 1679 ос. (станом на 31 грудня 2021).

## Галерея

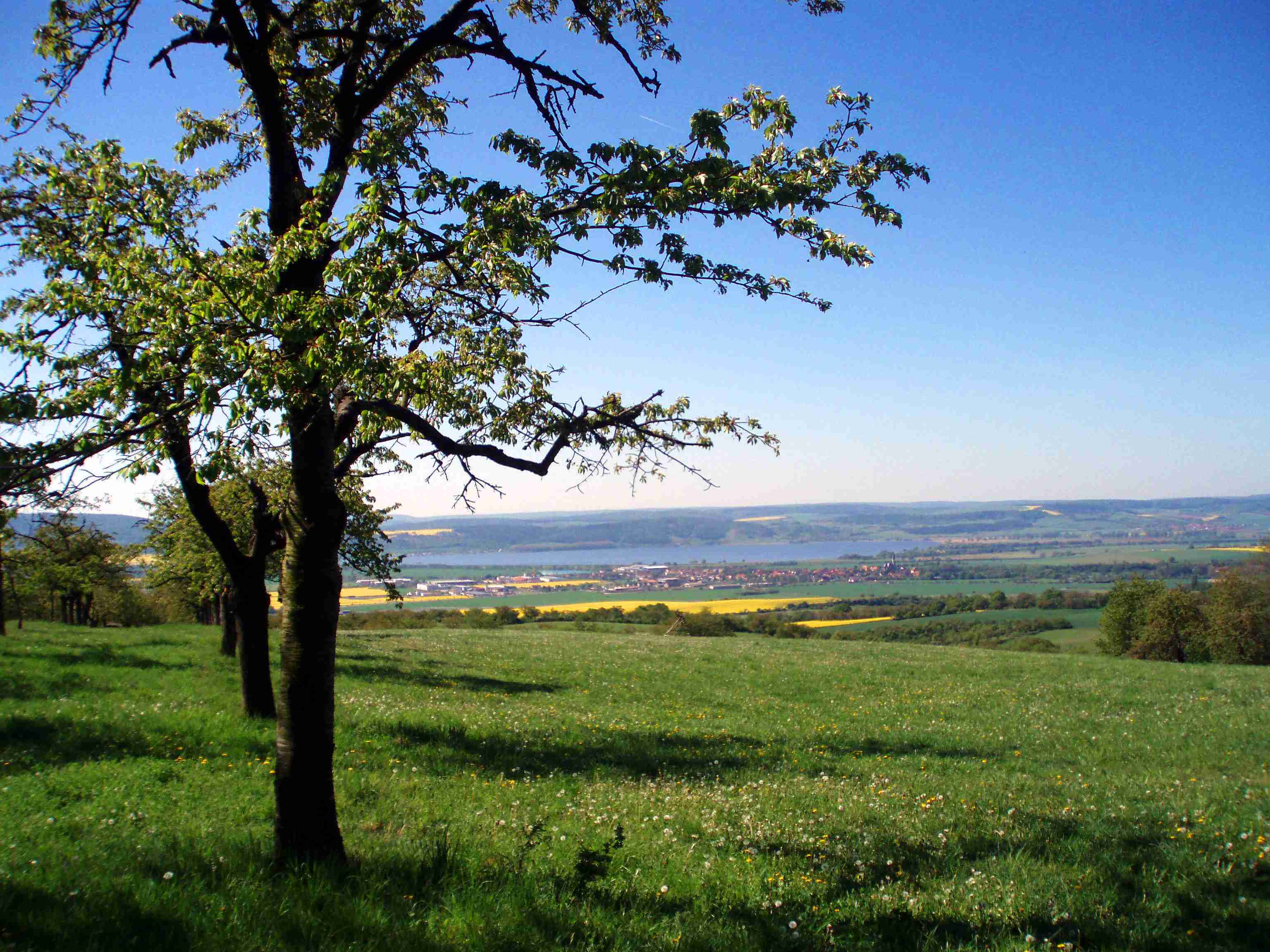
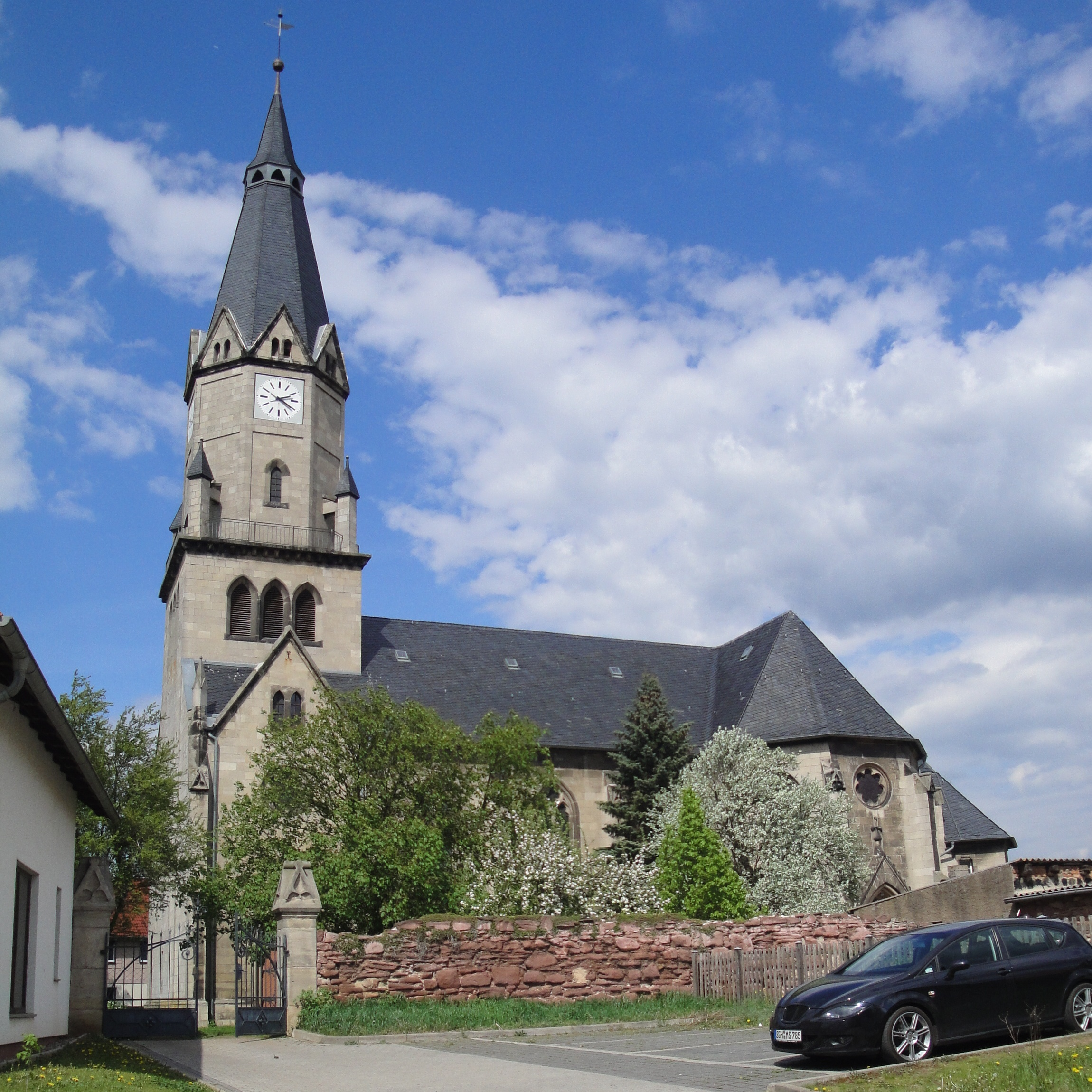
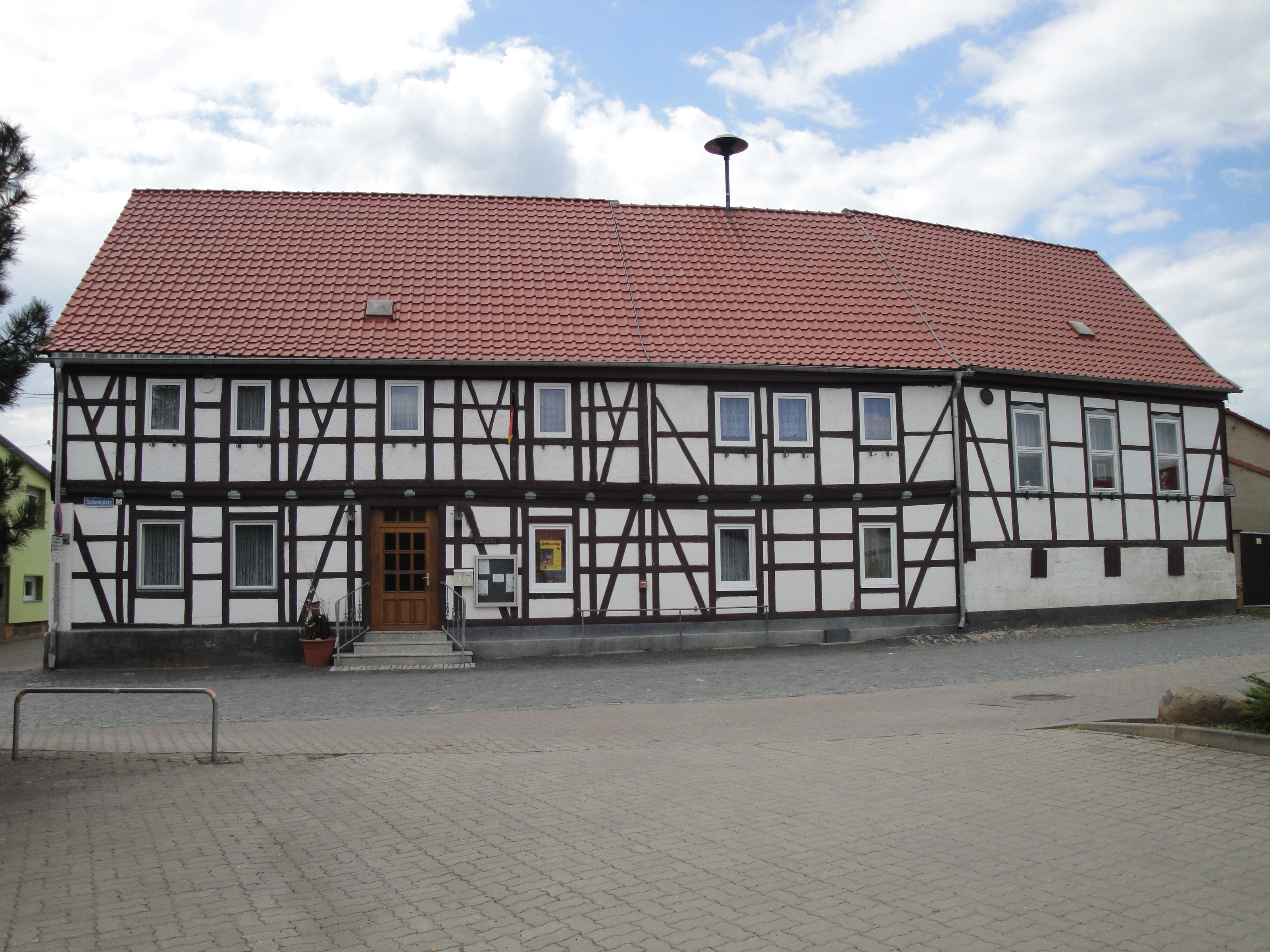